# Gymnosporia nemorosa
Gymnosporia nemorosa là một loài thực vật có hoa trong họ Dây gối. Loài này được (Eckl. & Zeyh.) Szyszyl. mô tả khoa học đầu tiên năm 1888.